# Залужье (Винницкая область)
Залу́жье (укр. Залужжя) — село на Украине, находится в Тепликском районе Винницкой области.
Код КОАТУУ — 0523782001. Население по переписи 2001 года составляет 957 человек. Почтовый индекс — 23806. Телефонный код — 4353.
Занимает площадь 2,16 км².

## Адрес местного совета
23806, Винницкая область, Теплицкий р-н, с. Залужье, ул. Центральная, 1